# Ryan Bingham
Ryan Bingham (31 de marzo de 1981, Hobbs, Nuevo México) es un cantante y compositor estadounidense del género Americana ganador de un premio Oscar. Ha publicado dos álbumes en el sello Lost Highway Records.

## Biografía
Pasó varios años en el circuito de rodeo: comenzó domando toros en su adolescencia. Su familia se mudó varias veces, de Hobbs a Spring y a Stephenville, Texas.
La banda de Bingham, The Dead Horses está formada por Matthew Smith (batería), Corby Schaub (guitarra y mandolina) y Elías Ford (bajo). El bajista de Mescalito fue Jeb Venable. Aparecieron con los Drive-By Truckers en el programa de PBS "Austin City Limits", en octubre de 2007.
El primer sencillo de Mescalito, titulado "Southside of Heaven", fue lanzado el 30 de noviembre de 2007. El siguiente single fue titulado "Bread and Water".
El 2 de junio de 2009, Ryan Bingham and the Dead Horses lanzaron su segundo álbum titulado "Roadhouse Sun" a través de Lost Highway Records. Una vez más, producido por Marc Ford.
Bingham interpretó dos canciones para la banda sonora de la película Crazy Heart, entre ellos "I Don't Know", y el tema principal, "The Weary Kind". Además de estas participaciones, Bingham co-escribió "The Weary Kind" con T Bone Burnett. También tuvo un pequeño papel en la película como Tony.
El 17 de enero de 2010, Bingham fue galardonado con el premio Globo de Oro 2010 a la mejor canción original por "The Weary Kind". La canción también ganó un premio Oscar a la mejor canción original en la 82ª ceremonia.
En 2013, Bingham compuso y grabó "Until I'm One With You", la canción principal de la serie de televisión estadounidense de la cadena FX The Bridge (basada en la serie sueco-danesa del mismo nombre).
Desde 2018 hasta 2024, Bingham tuvo un papel recurrente en la serie de Western contemporáneo Yellowstone, actuando como Walker, un trabajador itinerante del rancho.

## Discografía

### Álbumes en estudio
| Título                   | Detalles del álbum                                                                                          | Peak chart positions | Peak chart positions | Peak chart positions | Peak chart positions |
| Título                   | Detalles del álbum                                                                                          | US Country           | US                   | US Rock              | US Heat              |
| ------------------------ | --- | -------------------- | -------------------- | -------------------- | -------------------- |
| Mescalito                | - Lanzamiento: 2 de octubre de 2007 - Discográfica: Lost Highway Records - Formatos: CD, Descarga de música | —                    | —                    | —                    | 37                   |
| Roadhouse Sun            | - Lanzamiento: 2 de junio de 2009 - Discográfica: Lost Highway Records - Formatos: CD, descarga digital     | 17                   | 65                   | —                    | —                    |
| Junky Star               | - Lanzamiento: 31 de agosto de 2010 - Discográfica: Lost Highway Records - Formato: CD, descarga digital    | 2                    | 19                   | 8                    | —                    |
| "—" no entra en el chart | |                      |                      |                      |                      |

### Extended edición
| Título            | Detalles del álbum                                                                                       | Peak positions |
| Título            | Detalles del álbum                                                                                       | US Country     |
| ----------------- | --- | -------------- |
| iTunes Live: SXSW | - Lanzamiento: 18 de marzo de 2011 - Discográfica: Lost Highway Records - Formatos: CD, descarga digital | 64             |

### Sencillos
| Año                                     | Sencillo         | Peak positions | Álbum                    |
| Año                                     | Sencillo         | US             | Álbum                    |
| --------------------------------------- | ---------------- | -------------- | ------------------------ |
| 2010                                    | "The Weary Kind" | 116            | Crazy Heart (soundtrack) |
| 2010                                    | "Depression"     | —              | Junky Star               |
| "—" denotes releases that did not chart |                  |                |                          |

### Videos musicales
| Año  | Video                 | Director     |
| ---- | --------------------- | ------------ |
| 2007 | "Southside of Heaven" | Anna Axster  |
| 2008 | "Bread and Water"     | Anna Axster  |
| 2009 | "Country Roads"       | Anna Axster  |
| 2010 | "The Weary Kind"      | Danny Clinch |

## Premios y distinciones
Premios Óscar
| Año  | Categoría              | Película    | Canción          | Resultado |
| ---- | ---------------------- | ----------- | ---------------- | --------- |
| 2010 | Mejor canción original | Crazy Heart | «The Weary Kind» | Ganador   |